# بوئینگ سی-۳۲
بوئینگ سی-۳۲ (به انگلیسی: Boeing C-32) یک هواپیمای ساختِ بوئینگ در کشور ایالات متحده آمریکا است. نخستین استفاده‌کنندهٔ این هواپیما نیروی هوایی ایالات متحده آمریکا بوده‌است.